# 日本触媒

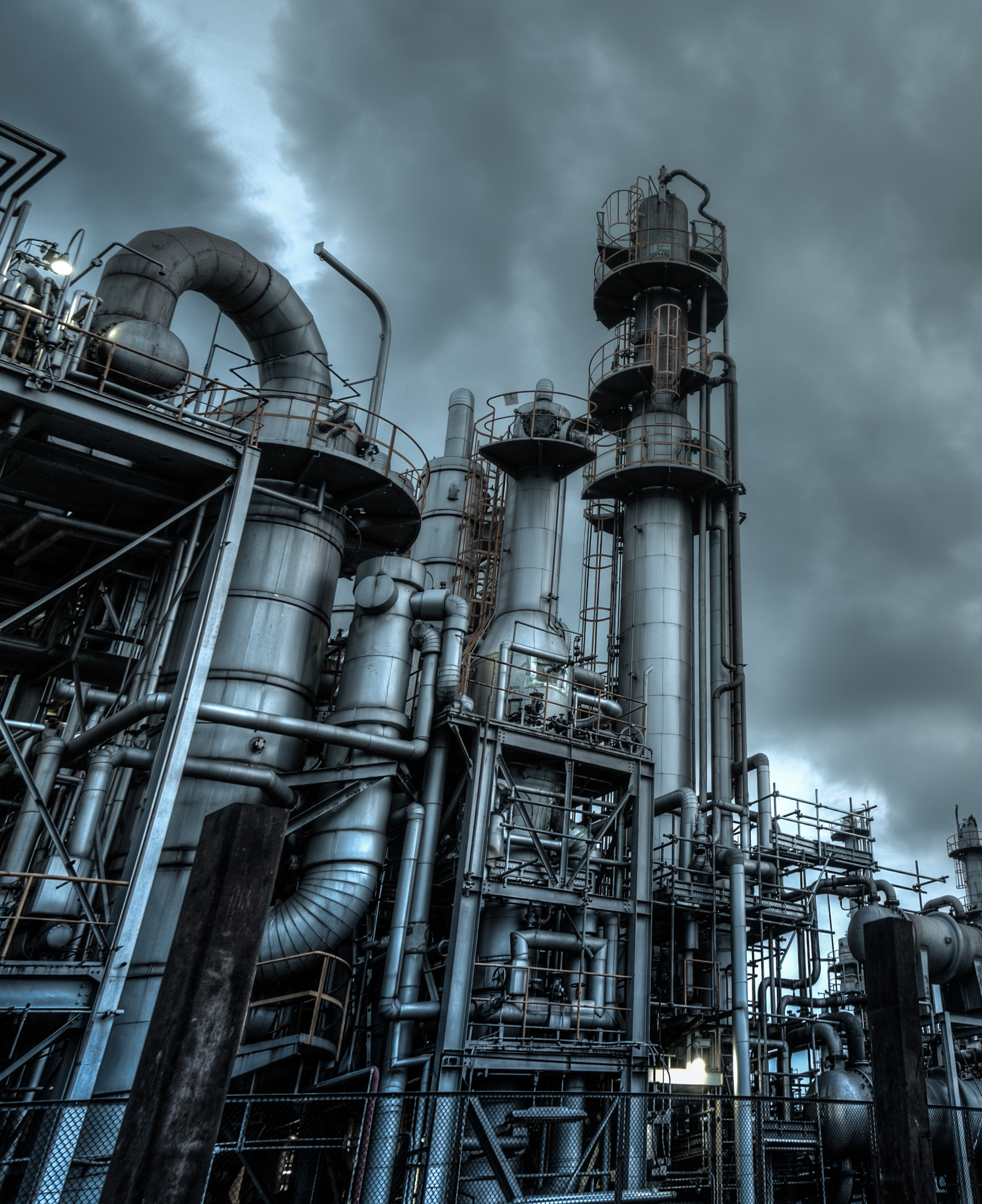
1959年に開設された川崎製造所千鳥工場

株式会社日本触媒（にっぽんしょくばい、英称：Nippon Shokubai Co., Ltd.）は、大阪府大阪市中央区高麗橋と東京都千代田区内幸町に本社を置く大手化学メーカーである。1941年創業。

## 概要
1926年（大正15年）に納五平が設立したヲサメ硫酸工業事務所が前身であり、1938年（昭和13年）に、ヲサメ硫酸工業株式會社と改称。そして、1941年（昭和16年）に現在の大阪市生野区桃谷にて、ヲサメ合成化學工業株式會社として設立された。
設立当初から、まだ知名度が低かったバナジウム触媒を目指すなど、当時としては珍しい企業でもあった。
1935年（昭和10年）にヲサメ硫酸工業事務所に研究者として入社していた八谷泰造が、第二次世界大戦後に2代目社長となり、1949年（昭和24年）に日本触媒化学工業株式会社に社名変更。この先の石油化学工業の飛躍的発展を見越して、当時富士製鐵（後の新日本製鐵、現：日本製鉄）の社長だった永野重雄からの出資に成功すると、酸化エチレン、アクリル樹脂、ポリエステルなどの開発事業で成功をおさめるとともに、この酸化エチレンやアクリル樹脂などの事業が、現在に至るまで同社の事業の根幹を支え続けている。また高吸水性樹脂の分野でも、世界トップシェアを持っている。
TechnoAmenityをグループの企業理念として掲げている。テクノロジー（技術）でアメニティー（快適さ）を人々に提供していこうという意味である。
大輪会の会員企業である。

## 事業所
- 本社：大阪、東京
- 研究所：吹田、姫路
- 製造所・工場：川崎、姫路
- 海外事業所：アメリカ、シンガポール、インドネシア、ベルギー、中華人民共和国、大韓民国

## 沿革
- 1926年 - ヲサメ硫酸工業事務所（事実上の創業社）設立[1]。
- 1941年 - ヲサメ合成化学工業株式会社設立。
- 1943年 - 吹田工場開設。
- 1949年 - 日本触媒化学工業株式会社に商号変更。
- 1950年 - 東京出張所（現：東京本社）開設。
- 1952年 - 大阪証券取引所市場第1部に上場。
- 1956年 - 尼崎工場開設。東京証券取引所市場第1部に上場。
- 1959年 - 川崎工場（現：川崎製造所千鳥工場）開設。
- 1960年 - 姫路工場（現：姫路製造所）開設。
- 1961年 - 本社を大阪府大阪市東区（現：中央区）高麗橋へ移転。
- 1967年 - 川崎第二工場（現：川崎製造所浮島工場）開設。
- 1968年 - 米Ashland Oil Inc.との合弁会社として、日触アロー化学株式会社設立。
- 1969年 - 米Schenectady Chemicals社との合弁会社として、日触スケネクタディ化学株式会社設立。
- 1970年 - プロピレン酸化法によるアクリル酸、アクリル酸エステルを日本で初めて工業化。
- 1974年 - 自動車触媒製造開始。
- 1985年 - 高吸水性樹脂本格製造開始。
- 1991年 - 株式会社日本触媒に商号変更。
- 1997年 - ダイオキシン類分解触媒製造開始。
- 2003年 - 三井武田ケミカル株式会社との合弁会社として、ジャパンコンポジット株式会社設立。
- 2004年 - 環境工学研究所を触媒研究所に編入。住友化学工業株式会社のシンガポールアクリル酸事業を譲受。
- 2008年 - 日本乳化剤株式会社およびSINO-JAPAN CHEMICAL CO., LTD.（中日合成化学股分有限公司）の株式取得による子会社化。
- 2012年 - 台北事務所閉鎖。
- 2013年 - NIPPON SHOKUBAI (ASIA) PTE.LTD.が、SINGAPORE GLACIAL ACRYLIC PTE. LTD.を吸収合併。
- 2015年 - 吹田工場閉鎖。同地区は研究開発拠点へ変更。韓国事務所を現地法人化し、「Nippon Shokubai Korea Co., Ltd.」設立。
- 2017年 - 研究本部を廃止し、事業創出本部（研究センター、解析技術センター）、事業部研究部（EO研究部、アクリル研究部、吸水性樹脂研究部、機能性化学品研究部、新エネルギー・触媒研究部）を新設。Sirrus, Inc.の子会社化。筑波地区研究所を閉鎖。
- 2019年 - 「レナセラピューティクス株式会社」を子会社化。
- 2020年10月21日 - 2021年4月を予定としていた三洋化成工業株式会社との経営統合[3]を新型コロナウイルスの影響等による事業環境の不透明さから、中止とすることを発表[4]。

## 製品
主な取扱商品はアクリル酸と高吸水性樹脂、酸化エチレン及びその誘導体。
- 自社のアクリル酸の世界シェアは15%で世界3位であるが、ライセンシングを行った世界の化学メーカーのすべての製造能力を合計すると55%となる。
- 高吸水性樹脂においては世界シェア25%（世界第1位）を取得している。
- 名前にある「触媒」が示すとおりダイオキシン分解触媒や自動車排気ガスの排煙触媒の製造も行っている。触媒となる化学品の製造を行っているが、それが適用されるフィルターは製造していない。この触媒付フィルターの中に排煙を通すと触媒によって内部での化学反応が促進され、汚染物質が除去される。

## CM
- 1991年製作のCMで台湾の映画監督、侯孝賢を、続く1992年製作のCMではフィンランドの映画監督、アキ・カウリスマキを、それぞれCMディレクターとして起用し、話題を呼んだ。当時番組スポンサーだった『鶴瓶上岡パペポTV』（読売テレビ）などでCMが放送されていた。
- 2017年2月からオードリーのオールナイトニッポン（ニッポン放送他全国36局ネット）でラジオCMを放送している。

## 事故
- 1976年3月、日本触媒化学工業姫路工場（当時の名称）でアクリル酸エステルを入れていたタンクが爆発し、生産設備を全面停止した[5][6]。

- 2012年9月29日、姫路製造所で化学薬品（アクリル酸）のタンクが爆発し、これが発端となって大規模な火災が発生。これにより、姫路市網干消防署の消防士1人が死亡し、同製造所従業員や兵庫県網干警察署員ら計36人も火傷などの重軽傷を負った[7]。この事故を受けて姫路製造所の製品生産設備は使用停止命令が出された。同年11月にまず非危険品の自動車触媒から生産を再開。12月以降、アクリル酸を使用しない製品について順次生産を再開した[8]。

## 提供番組
- オードリーのオールナイトニッポン（ニッポン放送他全国36局ネット）

### 過去の提供番組
- 地球発19時（毎日放送）
- ミュージックステーション（テレビ朝日）
- サンデープロジェクト（テレビ朝日・朝日放送）
- JNN報道特集（TBS）
- 星野源のオールナイトニッポン（ニッポン放送他全国36局ネット、2017年2月〜2021年3月）

## 関連書籍
- 高杉良『炎の経営者』（サンケイ出版、1986年）。
  - 1950年11月、社長の八谷泰造が寝台急行筑紫に乗り込み、富士製鐵社長・永野重雄に出資を依頼するシーンから始まる。